# Отрадный (Ростовская область)
Отра́дный — посёлок в Багаевском районе Ростовской области России.
Входит в состав Красненского сельского поселения.

## География
Посёлок находится на левом берегу реки Маныч, на расстоянии 40 км (по дорогам) к югу от станицы Багаевская, административного центра района.

## Население
| 1989 | 2002  | 2010  |
| ---- | ----- | ----- |
| 1068 | ↗1272 | ↗1395 |

## Улицы
| - ул. Ветеранов, - ул. Интернациональная, - ул. Мира, - ул. Молодёжная, | - ул. Октябрьская, - ул. Первомайская, - ул. Победы, - ул. Пролетарская, | - ул. Садовая, - пер. Свободы, - ул. Советская, - ул. Спортивная, | - ул. Степная, - ул. Троценко, - пер. Школьный, - ул. Шолохова. |

## Известные уроженцы
- Журавлёв, Борис Борисович (1979—2022) — российский военнослужащий, старшина, Герой Российской Федерации.

## Археология
Территория Ростовской области была заселена еще в эпоху неолита. Люди, живущие на древних стоянках и поселениях у рек, занимались в основном собирательством и рыболовством. Степь для скотоводов всех времён была бескрайним пастбищем для домашнего рогатого скота. От тех времен осталось множество курганов с захоронениями  жителей этих мест. Курганы и курганные группы находятся на государственной охране.
Поблизости от территории хутора Отрадный Багаевского района расположено несколько достопримечательностей – памятников археологии. Они охраняются в соответствии с Федеральным законом от 25.06.2002 N 73-ФЗ «Об объектах культурного наследия (памятниках истории и культуры) народов Российской Федерации», Областным законом от 22.10.2004 N 178-ЗС "Об объектах культурного наследия (памятниках истории и культуры) в Ростовской области", Постановлением Главы администрации РО от 21.02.97 N 51 о принятии на государственную охрану памятников истории и культуры Ростовской области и мерах по их охране и др. 
- Группа из двух курганов «Верблюжка», находится на расстоянии около  3800 метров севернее хутора Отрадного.
- Группа из 23 курганов «Отрадный-I», находится на расстоянии около 2500 метров северо-восточнее хутора Отрадного.
- Группа из 3 курганов «Отрадный-IV», находится на расстоянии около 2500 метров северо-восточнее хутора Отрадного[4].